# Conyza sophiifolia
Conyza sophiifolia là một loài thực vật có hoa trong họ Cúc. Loài này được (ex H.B.K.) Kunth mô tả khoa học đầu tiên năm 1820.